# Rik van Lunsen
H.W. (Rik) van Lunsen (Roosendaal, 2 december 1951) is een Nederlands seksuoloog.
Hij is zoon van een echtpaar dat tijdens hun verloving gescheiden werd door tijdens de Tweede Wereldoorlog onder te duiken; zijn Joodse moeder om deportatie te voorkomen; zijn vader ontliep de Arbeitseinsatz. Vader was leger- en huisarts (en anesthesist) in een periode dat anticonceptie nog van de grond moest komen. Daarbij moest soms een abortus geregeld worden. Van Lunsen zag daar in de praktijk een seksuele ongezondheid en genderongelijkheid, zijn latere werkgebied, in terug.
Hij doorliep zijn middelbare school aan het Dalton Lyceum in Den Haag (1963-1969). Het gezin was daar al vroeg neergestreken. Hij ging vervolgens Genees- en onderwijskunde studeren aan de Universiteit Groningen (1969-1978). Daarna volgden betrekkingen aan het Universitair Medisch Centrum Groningen, van onderwijscoördinator verloskunde/gynaecologie, hoofd polikliniek voor geboorteregeling. Van Lunsen moest zelf zijn opleiding tot seksuoloog regelen; een officiële studie bestond nog niet. Uiteindelijk richtte hij met collegae de polikliniek seksuologie aldaar op (periode 1979-1987). In 1986 kwam zijn proefschrift Wie is er bang voor gynaecologisch onderzoek, dat hij opdroeg aan zijn grootvader Reint van Lunsen (onderwijzer) en vader arts Reint van Lunsen in 1982 overleden.
Vanaf 1987 was hij in Amsterdam te vinden. Hij werd er hoofd van de multidisciplinaire afdeling Seksuologie en psychosomatische gynaecologie van het Academisch Medisch Centrum. Hij bekleedde die functie tussen 1987 en 2017. In die hoedanigheid deed hij in 1989 onderzoek naar wurgseks. In die periode was hij tussen 1992 en 2013 ook hoofdopleider seksuologie aan RINO Amsterdam; een postacademische opleiding. Min of meer daaraan gekoppeld was hij voorzitter van de Nederlandse Wetenschappelijke Vereniging voor Seksuologie.
Naar eigen zeggen schreef hij honderden publicaties op zijn vakgebied, uitmondend in Seks moet je leren (1992).  In de jaren negentig leerde hij collega Ellen Laan, die zelf nog bezig met promotieonderzoek was, kennen. Hij zou samen met haar Seks!Een leven lang leren (2017) schrijven. Tijdens het onderzoek voor het vervolg kreeg hij de diagnose pancreaskanker en zij borstkanker; hij genas, zij overleed. Hij moest dus het vervolg deels zelf schrijven, terwijl het de bedoeling was dat zij het grootste deel zou verzorgen. Het kwam in 2023 uit onder de titel De waarheid over seks (plezier en gendergelijkheid op planeet Aarde). De ondertitel verwijst naar het boek Mannen komen van Mars, vrouwen van Venus (1992). In hun boek nemen ze daar stelling tegen; er zijn meer overeenkomsten dan verschillen aldus Laan en Van Lunsen; het boek zou te veel uitgaan van historisch gegroeide genderongelijkheid.
In zijn vakgebied nam hij eerder deel aan televisieprogramma’s Pauw & Witteman en Spuiten en slikken en werkte ook wel voor de zedenpolitie.
Rik van Lunsens levenspartner is in 2024 klinisch psycholoog, psychotherapeut en seksuoloog Bianca van Moorst.
- International Standard Name Identifier: 0000 0000 3379 0126
- Library of Congress Control Number: n99802378
- Nederlandse Thesaurus van Auteursnamen: 071851461
- ORCID: 0000-0003-3015-031X
- Virtual International Authority File: 53487589